# Agence Marceline Lenoir
 (avril 2020).
L' Agence Marceline Lenoir est une agence artistique française. 

## Historique
Elle est créée en 1955 par Marceline Lenoir avec son associé Josette Bouvray. Depuis 2002, c'est Chantal Philippart qui est à la tête de l'agence,,.
Lors de son exercice, Marceline Lenoir fut co-présidente du SNAAL, Syndicat des Agents Artistiques Français.
En 2017 Emmanuelle Bourcy, ancienne directrice de casting, rejoint l'agence au titre d'Agent artistique. 
Parmi les clients se trouvent Vanessa Paradis,  Jules Sitruk, Alysson Paradis ou Florent Pagny.
L'agence a été considérée comme la première agence artistique européenne.

## Galerie

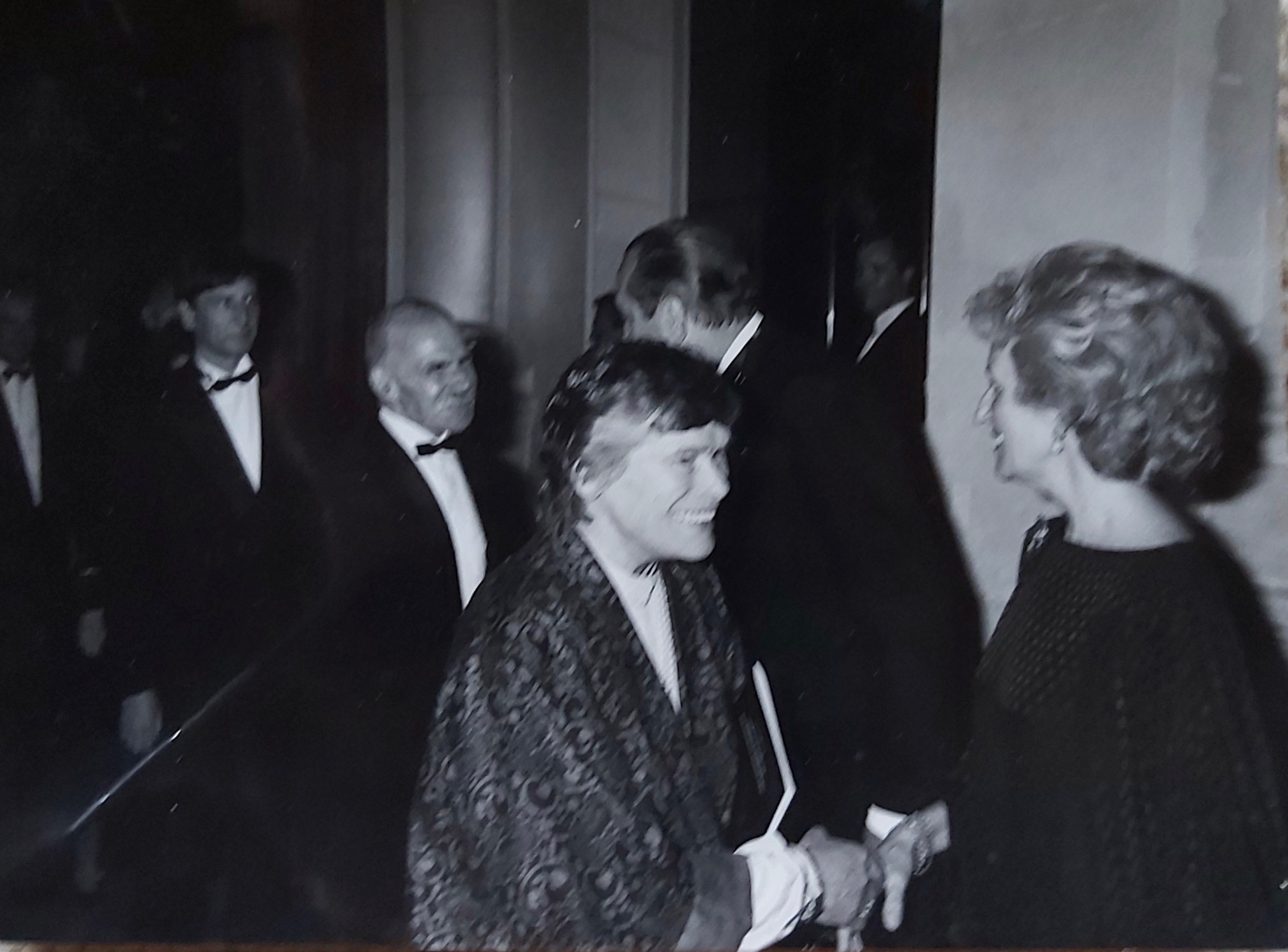
Marceline Lenoir, Jacques Duphilo, Jacques Chirac, Bernadette Chirac
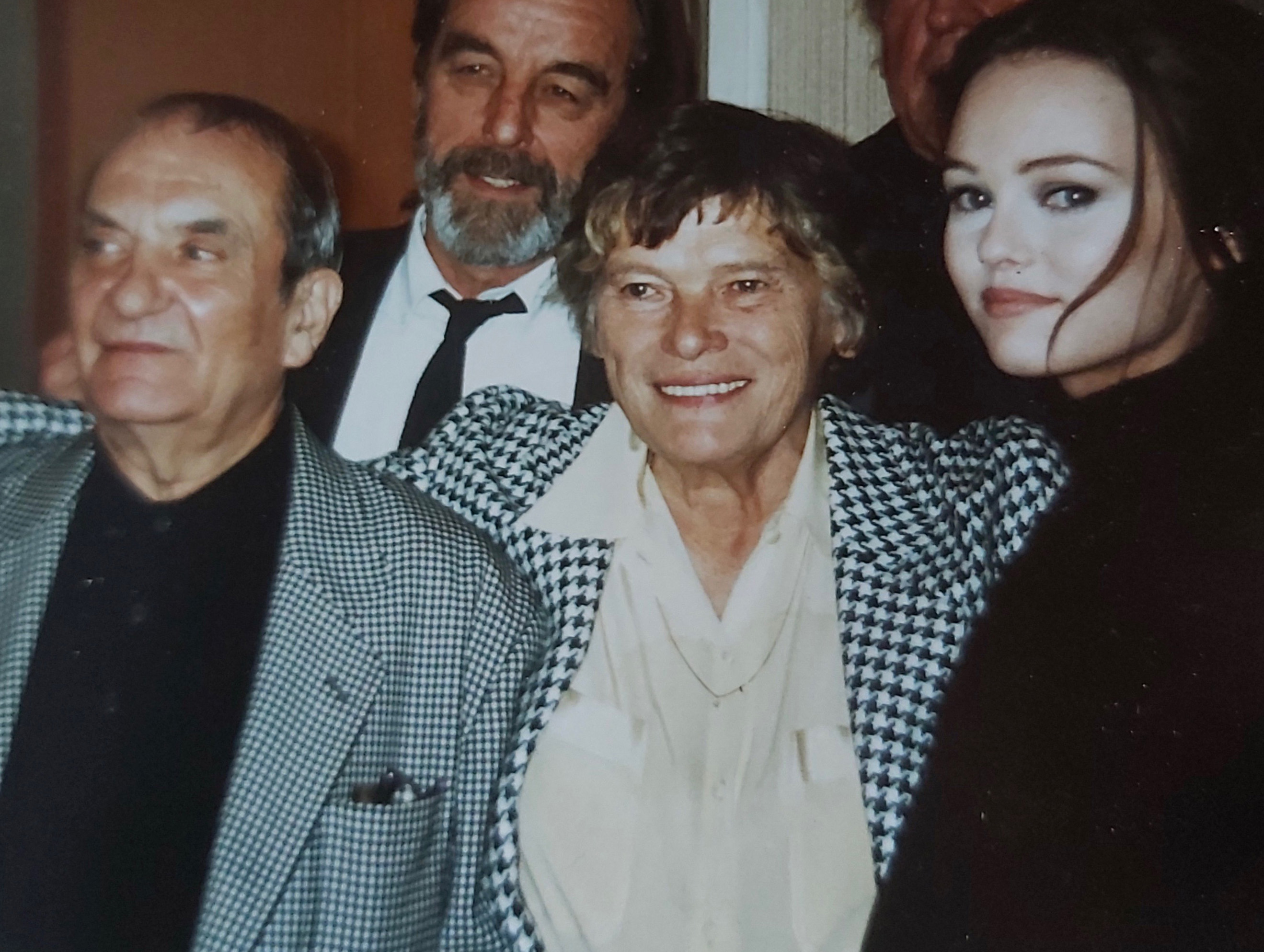
Marceline Lenoir, Jean Carmet, Vanessa Paradis
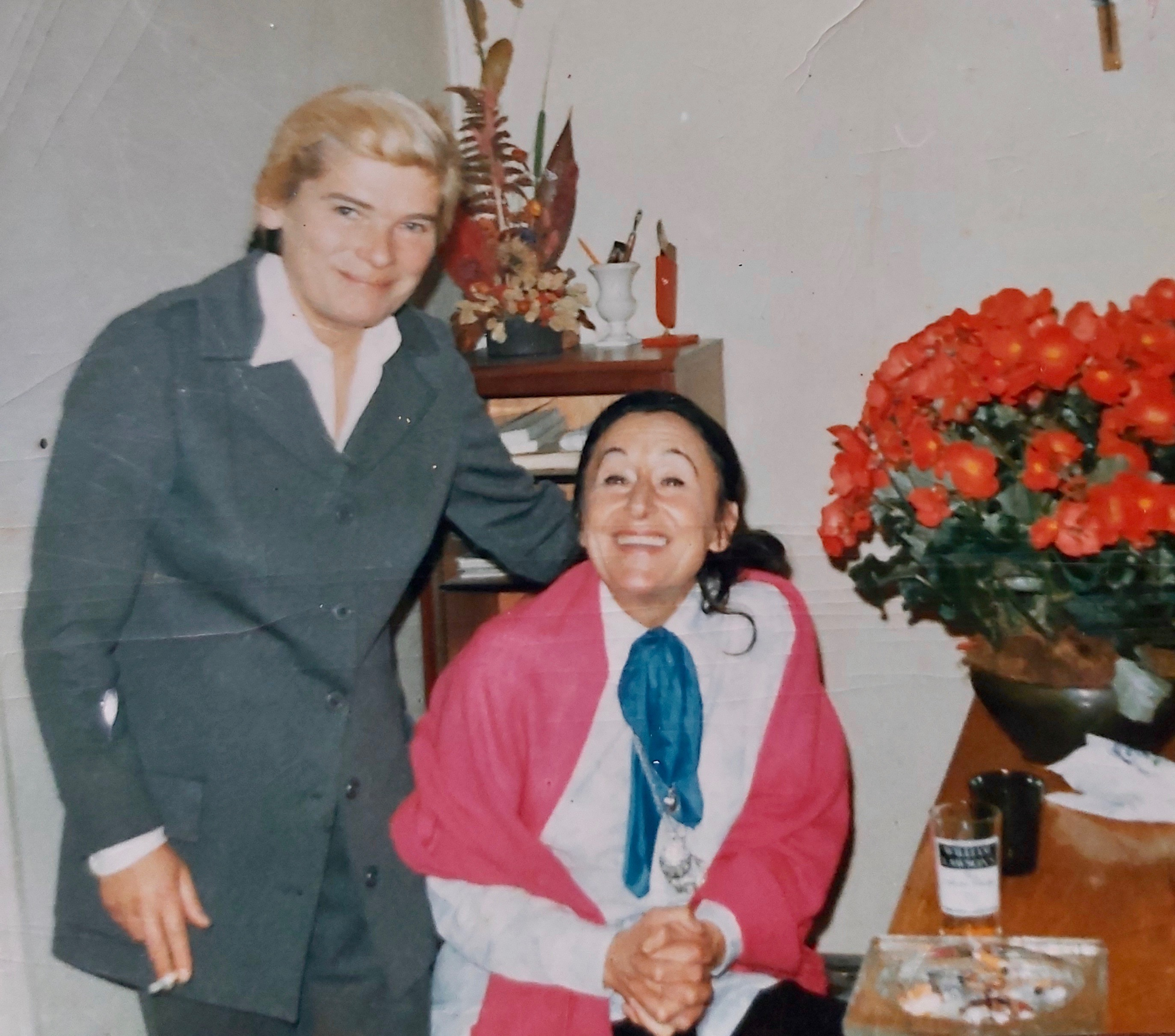
Marceline Lenoir et son associé Josette Bouvray